# San Benito (Guatemala)
San Benito è un comune del Guatemala facente parte del dipartimento di Petén.